# The Joykiller
I Joykiller sono stati una band pop punk - skate punk californiana, attiva dal 1995 al 2003.

## Storia
Fondata dal cantante Jack Grisham e dal chitarrista Ron Emory dalle ceneri della band hardcore punk T.S.O.L.. La band, sotto contratto con la storica etichetta indipendente punk Epitaph Records, si caratterizzò fin dall'inizio per sonorità molto più pop-punk rispetto a quelle della band di provenienza, ed ebbe un discreto successo solo con il suo primo omonimo album del 1995. Il declino cominciò infatti fin dall'anno successivo con l'abbandono del cofondatore Emory.

## Membri della band
- Jack Grisham - voce
- Ron Emory - chitarra (fino al 1996)
- Billy Persons - basso
- Ronnie King - tastiere
- Sean Greaves - chitarra
- Chris Lagerborg - batteria

## Discografia
- 1995 - The Joykiller (Epitaph Records)
- 1996 - Static (Epitaph)
- 1997 - Three (Epitaph)
- 2003 - Ready Sexed Go! (Epitaph)